# 밴드리더

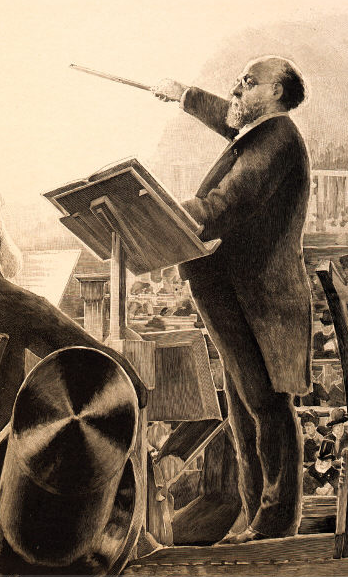

밴드리더(Bandleader)는 록이나 팝 그룹이나 재즈 사중주 같은 음악 그룹의 리더이다. 이 용어는 재즈, 블루스, 리듬 앤 블루스, 로큰롤 음악 등을 재생하는 작은 콤보 또는 빅 밴드로 대중 음악을 재생하는 그룹에 주로 사용되지는 않지만 가장 일반적인 용어이다. 대부분의 밴드리더들은 또한 가수나 악기 연주자로서, 전기 기타, 피아노 또는 다른 악기들과 같은 그들만의 밴드를 가진 연주가들이다.